# Tatra R1
Tatra R1 je rychlodrážní elektrická jednotka vyvinutá podnikem ČKD Tatra Smíchov pro pražské metro. Dvouvozová neprůchozí jednotka s automatickými spřáhly na čelech měla umožnit provoz až šestivozových souprav. V letech 1970–1971 vznikly pouze dva prototypy, následně ale došlo k rozhodnutí použít v pražském metru místo jednotek R1 sovětské soupravy Ečs. Roku 1973 byla ze dvou vozů sestavena jedna jednotka R2, která měla být určena pro městské rychlodráhy. Z další výroby ale sešlo.

## Vývoj
Vývoj jednotky začal v roce 1968. V čele týmu konstruktérů stanul Antonín Honzík a jeho zástupce Zdeněk Kramoliš, autorem designu jednotky je František Kardaus, tedy autor vzhledu tramvají T3. Vozy byly vyvíjeny s cílem dosáhnout co nejnižší hmotnosti, aby se nekomplikovala stavba právě budovaného Nuselského mostu, který byl projektován pro provoz lehčí podpovrchové tramvaje. U jednotek R1 byly použity nejen ocelové, ale pro dosažení co nejnižší hmotnosti také hliníkové a laminátové prvky (např. laminátová střecha). Taková konstrukce však nevyhovovala parametrům protipožární ochrany, na což upozornila Hlavní správa požární ochrany Ministerstva vnitra. Konstruktéři vozidlo upravili a Hlavní správa v roce 1971 vydala souhlasné stanovisko s doplňujícími podmínkami. Pro jejich splnění by ovšem muselo dojít k odstranění nevyhovujících konstrukčních materiálů a jejich nahrazení. Vzrostla by však hmotnost jednotky, což by si rovněž vyžádalo úpravu konstrukce Nuselského mostu.

## Výroba a zkoušky
V letech 1970 a 1971 byly ve smíchovském závodě ČKD vyrobeny dvě dvouvozové jednotky R1. Dne 5. května 1971 se první jednotka R1 rozjela vlastní silou po zkušební trati v depu Kačerov. Ačkoliv se již během zkoušek na Kačerově vědělo, že jednotky R1 do pražského metra nevyjedou, ČKD chtělo získat zkušenosti z provozu takových souprav, aby je mohlo nabídnout pro případný export. Jedním z uvažovaných měst, kde by mohl vzniknout systém lehkého metra s vozy podobnými R1, byla například také Bratislava.
Dne 14. ledna 1972 došlo během zkoušek jedné z jednotek na Kačerově k těžké havárii, když zkoušená jednotka narazila do druhé, jež byla odstavena. Podle následného vyšetřování byla nehoda zapříčiněna mikrospánkem strojvedoucího. Dva vozy byly vážněji poškozeny (později byly rozebrány), dva méně poškozené vozy byly opraveny a ČKD je využilo k sestavení nové jednotky, která měla být již určena pro městskou rychlodráhu s pozemními i podzemními úseky.

## Jednotka R2
Nová, pro rychlodrážní provoz vyztužená jednotka s kovovou střechou, nesla označení Tatra R2. Byla opatřena pantografy pro sběr proudu z troleje a její zkoušky pokračovaly na ŽZO Cerhenice. Tyto zkoušky byly ukončeny v roce 1974 s doporučením pokračovat ve vývoji předsériovou produkcí, ověřením v provozu a nalezením vhodných zákazníků. Protože však v Československu neexistovala žádná rychlodráha pro nasazení jednotky R2 v provozu (a ani se v dohledné době s žádnou rychodráhou v ČSSR nepočítalo; pouze v dlouhodobém horizontu byla plánována realizace rychlodráhy v Bratislavě), přičemž zahraniční odběratelé neměli o neodzkoušené zájem, zůstalo pouze u prototypové jednotky R2, která byla odstavena. Případnou sériovou produkci jednotek Tatra R2 stejně neumožňovala – stavba nového kapacitnějšího výrobního komplexu závodu ČKD Tatra v pražském Zličíně byla kvůli nedostatku financí stále odkládána. V roce 1977 byla prototypová jednotka R2 odprodána Technickému muzeu v Brně, avšak až do roku 1980 zůstala odstavena na ŽZO. Během let 1980 a 1981 byla postupně převezena do Brna, kde však nebyla umístěna v muzejním areálu v Líšni. Nadále chátrala pod širým nebem a protože jiné instituce o ni neměly zájem, byla v roce 1986 nakonec zlikvidována.

## Osud projektu R1
O tom, že jednotky R1 do pražského metra nikdy nevyjedou, bylo rozhodnuto ještě před jejich první zkušební jízdou. Problém činily zejména kapacitní možnosti Tatry Smíchov vyrábět vozy R1 v požadovaném množství. V té době se zde totiž vyráběly tramvaje T3 pro celý východní blok. Vývoj zcela nového typu vozů pro pražské metro by také pravděpodobně nezaručil zahájení jeho provozu v roce 1974. Prototypové vozy měly problémy, které spočívaly hlavně v nízké tuhosti vozové skříně. Rozhodnutí, že jednotky pro pražské metro dodá ruský výrobce, Mytiščinský strojírenský závod, bylo ale také politické. Ruský výrobce poté pro první trasu C dodal vozy typu Ečs. Tyto soupravy byly oproti Tatře R1 zastaralé, avšak měly konstrukci vyzkoušenou provozem, neboť byly odvozené z vozů typu E provozovaných v SSSR.

## Současný stav
Žádný vůz typů R1 či R2 se do dnešní doby nedochoval. Ve střešovickém muzeu MHD je vystaven model jednotky R1 v měřítku 1:10 z let 1969–1970. Jeden z podvozků zrušených vozů R1 byl v roce 1980 předán Vysoké škole dopravy a spojov v Žiline, kde však byl v roce 2007 sešrotován.
Šéfkonstruktér projektu Antonín Honzík se na sklonku své kariéry ještě stihl podílet na vývoji souprav M1 pro pražské metro.

## R1 na poštovní známce
V roce 2014 byla na pokyn Ministerstva průmyslu a obchodu vydána pod katalogovým číslem 800 příležitostná poštovní známka. Je na ní vyobrazen motiv prototypu jednotky R1, a to v rámci emise historických dopravních prostředků. Autorem výtvarného návrhu je Jiří Dufek. Jednotná typografie emise je od akademického malíře a grafika Pavla Sivka. Známku o rozměrech obrazové části 40 × 23 mm vytiskla Poštovní tiskárna cenin Praha s plnobarevným ofsetem o nominální hodnotě 13 Kč. Se známkou se vydala obálka prvního dne vydání včetně příležitostného poštovního razítka. Na obálce je vyobrazena stylizace technického výkresu výrobce – odpružení kola nápravy soupravy R1 a připomenutí 40. výročí pražského metra. Součástí této emise bylo i vydání příležitostné pohlednice se zvětšeným motivem R1 na známce.

## Galerie

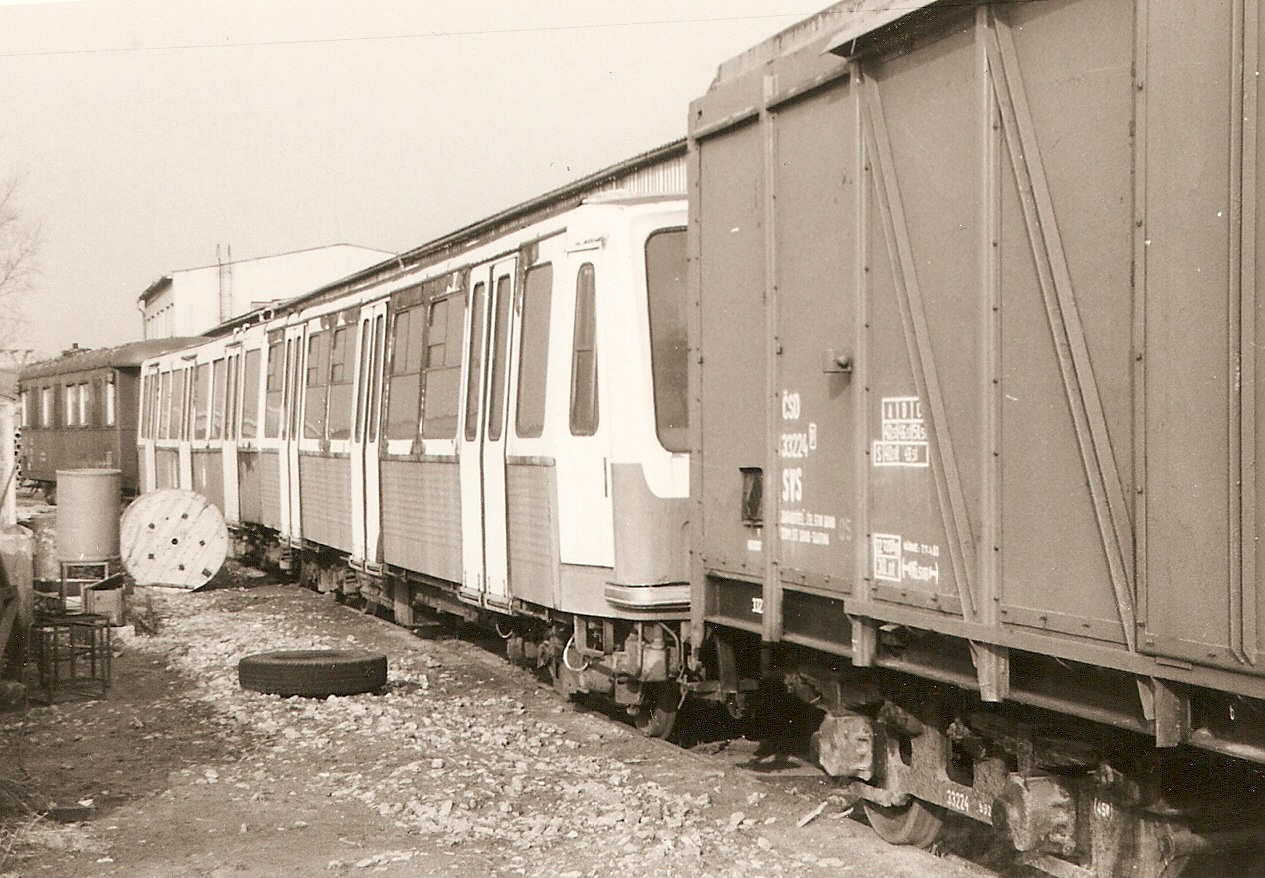
Jednotka R2 odstavená v Brně-Slatině (1984)
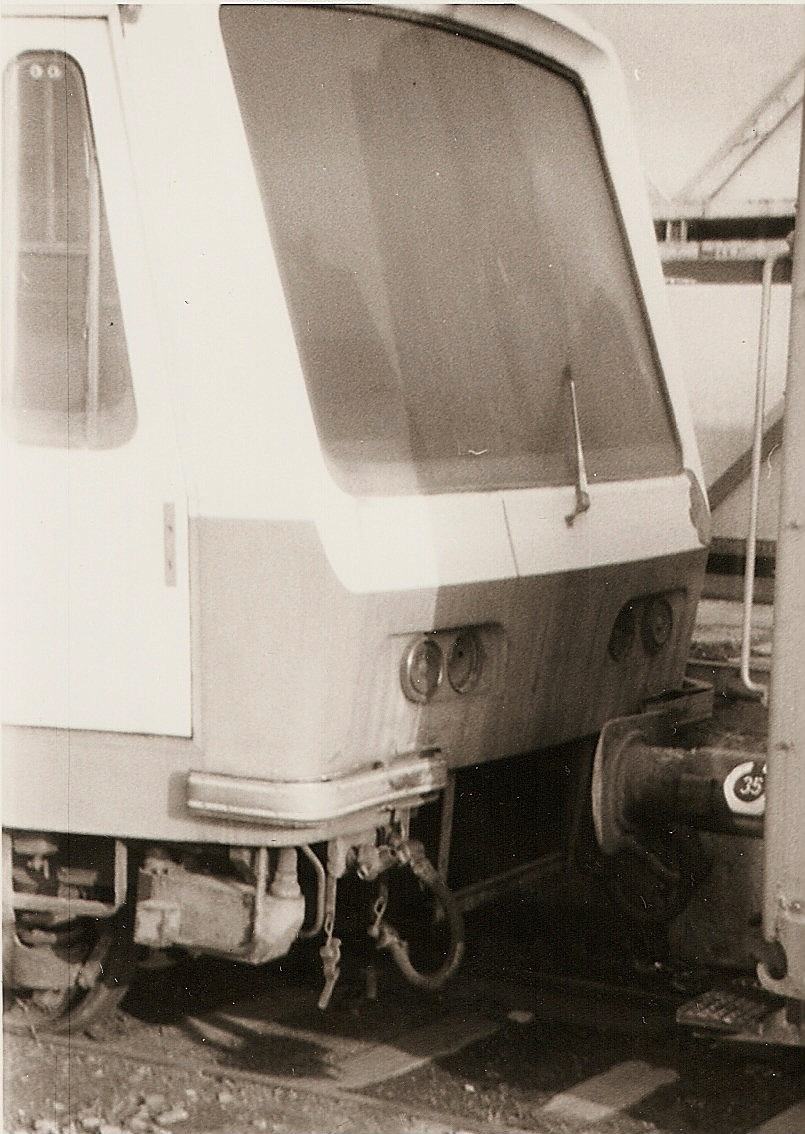
Čelo jednotky R2
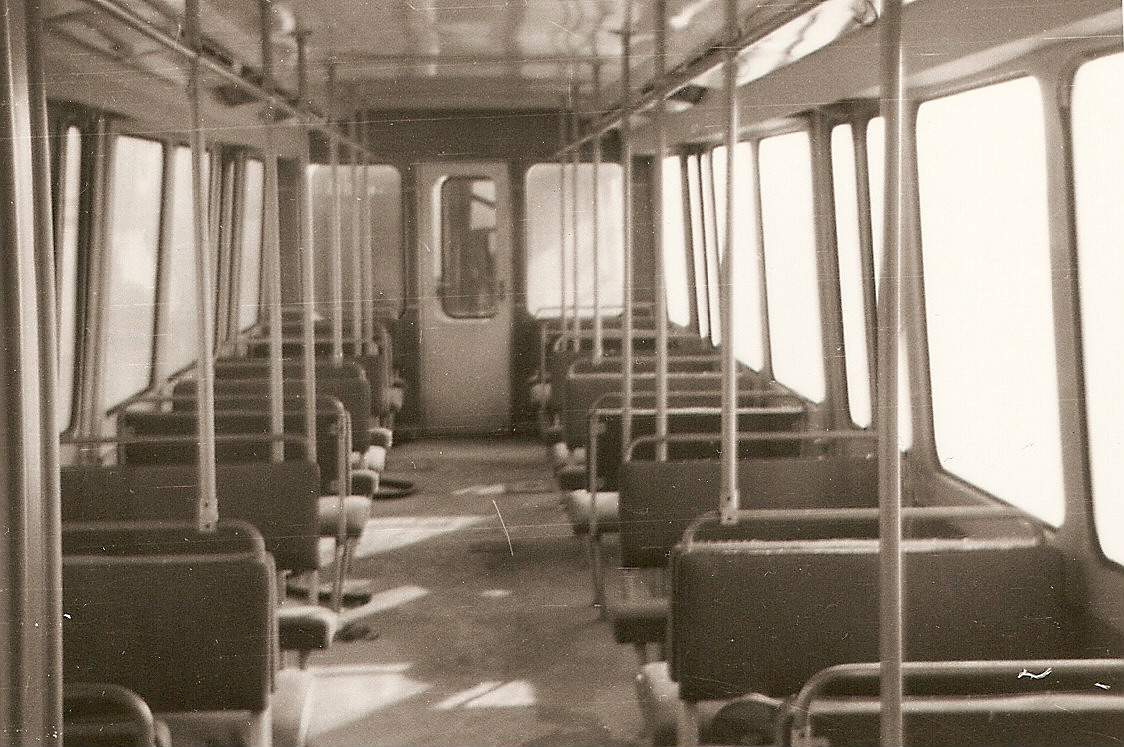
Interiér jednotky R2
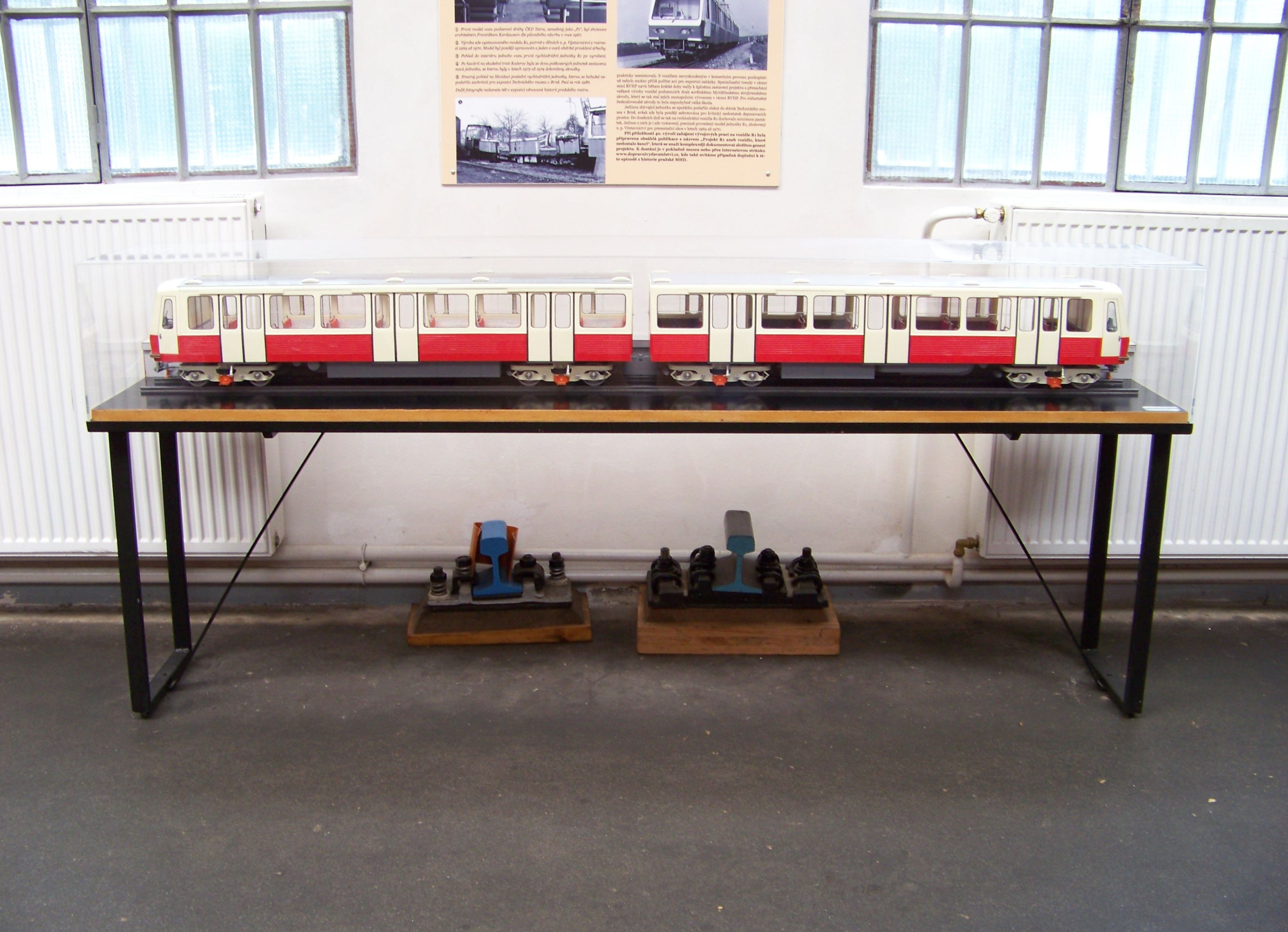
Model jednotky Tatra R1